# Ilipa

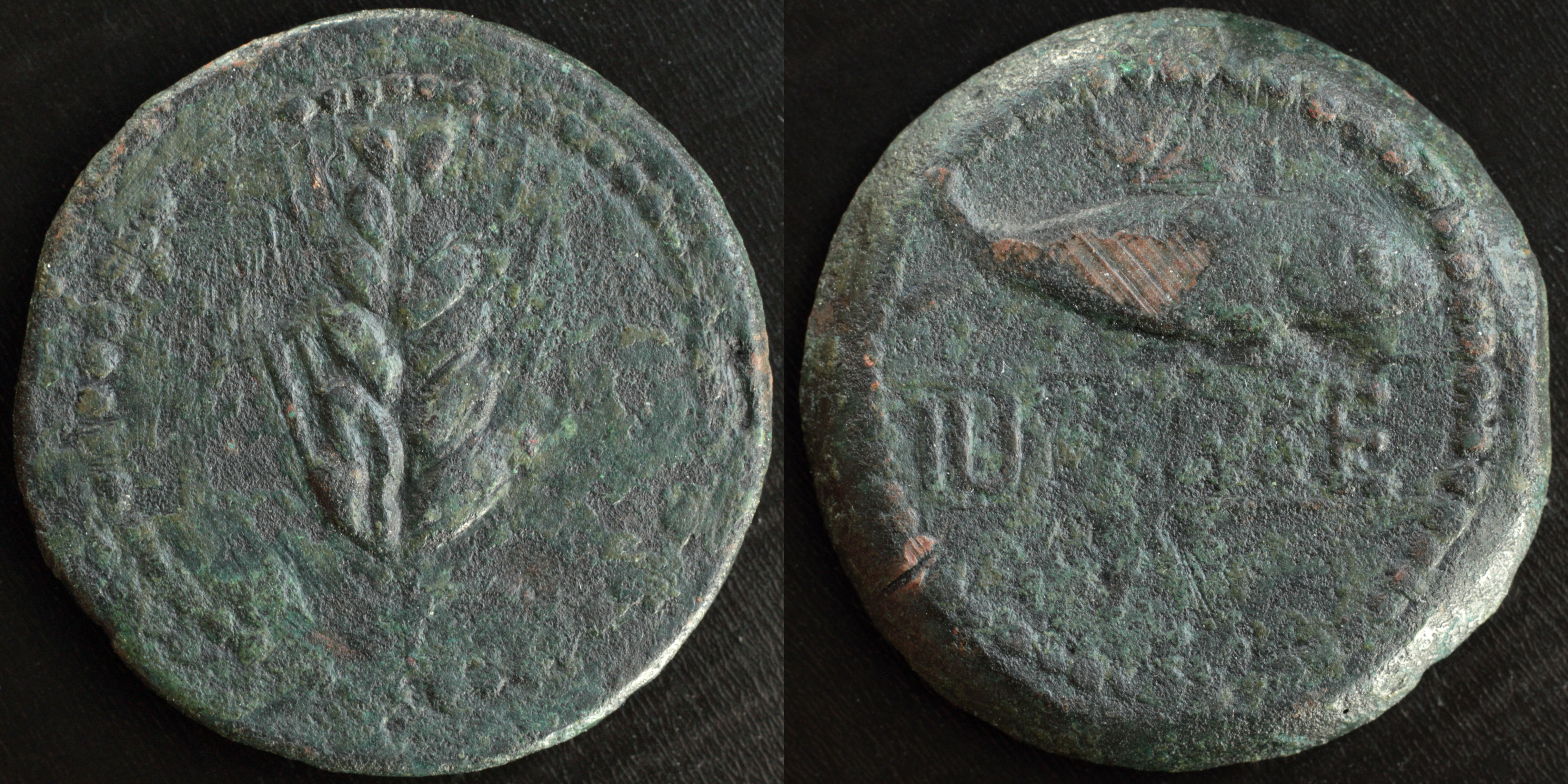
Moneda encunyada a Ilipa vers al 150-100 aC.

Ilipa (en llatí: Ilipa engrec antic: Ἴλιπα) va ser una ciutat d'Hispània al territori dels turdetans, també anomenada Ilpa, que després va formar part de la província d'Hispània Ulterior (reanomenada Bètica) i del convent jurídic d'Hispalis, situada a la dreta del riu Betis (Guadalquivir), a 700 estadis de la seva desembocadura, en un punt on hi podien arribar naus petites amb càrrega. A la rodalia tenia mines de plata, segons diuen Estrabó i Plini el Vell. L'esmenta l'Itinerari d'Antoní. Les seves ruïnes són a Peñaflor, terme d'Alcalá del Río (Sevilla).
La primavera de l'any 206 aC es va lliurar a la vora d'aquesta ciutat la batalla d'Ilipa entre cartaginesos i romans. Els cartaginesos havien estat derrotats a Baecula i Roma controlava la zona d'influència cartaginesa a Hispània excepte la vall del Betis on Cartago tenia concentrades les tropes, a la vora d'Ilipa. Publi Corneli Escipió va reclutar forces entre les tribus d'Hispània i encara que les seves tropes eren inferiors en nombre estaven prou motivades. La batalla es va lliurar al lloc conegut per Vado de las Estacas, no lluny de la ciutat i els romans van triomfar delmant l'exèrcit cartaginès comandat per Hàsdrubal. Pels mutilats d'aquesta batalla es va fundar Itàlica. Molts hispans de l'exèrcit cartaginès van desertar o simplement se'n van anar i el general Hàsdrubal es va retirar d'Hispània.